# Golden Grove Mine
Golden Grove Mine är en gruva i Australien. Den ligger i kommunen Yalgoo och delstaten Western Australia, omkring 370 kilometer norr om delstatshuvudstaden Perth.
Trakten runt Golden Grove Mine är nära nog obefolkad, med mindre än två invånare per kvadratkilometer.. Det finns inga samhällen i närheten.
Omgivningarna runt Golden Grove Mine är i huvudsak ett öppet busklandskap. Genomsnittlig årsnederbörd är 307 millimeter. Den regnigaste månaden är januari, med i genomsnitt 49 mm nederbörd, och den torraste är oktober, med 10 mm nederbörd.